# Úřad pro alkohol, tabák, zbraně a výbušniny
Úřad pro alkohol, tabák, palné zbraně a výbušniny (anglicky: Bureau of Alcohol, Tobacco, Firearms and Explosives, zkráceně ATF) je americká federální agentura spadající pod americké ministerstvo spravedlnosti, která se zabývá vybíráním daní, vymáháním zákonů a stanovováním pravidel, týkajících se alkoholu, tabáku, střelných zbraní a výbušnin. Byla založena 1. července 1972. 